# مزرعه گورا (هوراند)
مزرعه گورا یکی از روستاهای استان آذربایجان شرقی است که در دهستان دودانگه شهرستان هوراند واقع شده‌است. این روستا ۲۰ نفر جمعیت دارد.